# Margeir Pétursson

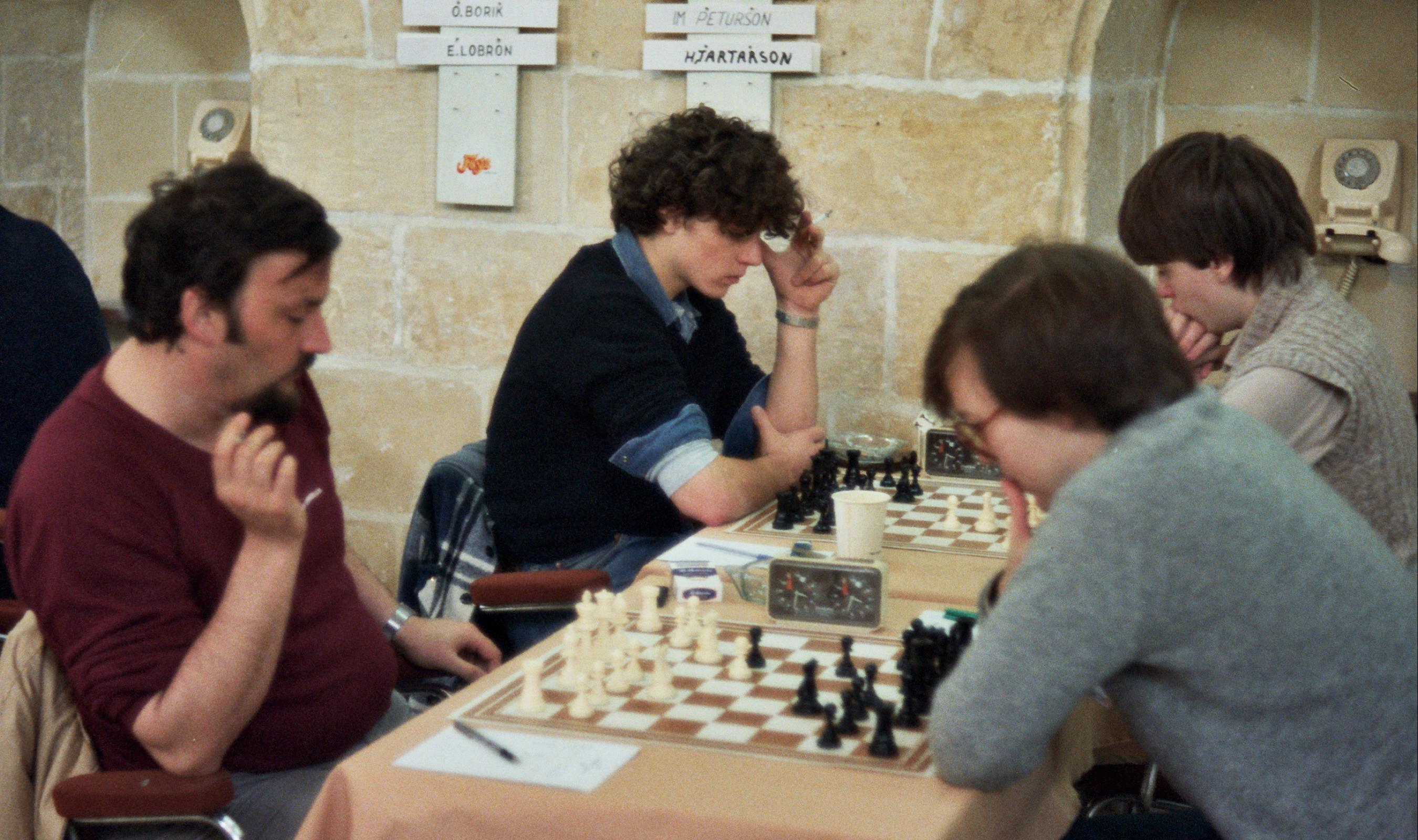
Otto Borik gegen Margeir Pétursson (rechts vorne), (Deutschland – Island 1980, Schacholympiade in Malta)

Margeir Pétursson (* 15. Februar 1960 in Reykjavík) ist ein isländischer Schachspieler und Geschäftsmann, der in der Ukraine lebt.
Margeir Pétursson erhielt 1978 von der FIDE den Titel Internationaler Meister verliehen, 1986 dann den Großmeistertitel. Er gewann die isländische Meisterschaft 1986 und 1987.
Seine Elo-Zahl beträgt 2512 (Stand: August 2016), damit liegt er auf dem sechsten Platz der isländischen Rangliste.

## Schachkarriere

### Turniererfolge
- Zonenturnier Gausdal 1985: 1./2. Platz
- Reykjavík 1985: 2. Platz
- Hastings-Schachturnier 1985/86: 1. Platz (sein wohl bekanntester Erfolg, das traditionsreiche Turnier von Hastings war allerdings in dieser Zeit nicht mehr so stark besetzt)
- Tórshavn 1987: 1. Platz
- Akureyri 1988: 3. Platz
- Reykjavík 1989: 2. Platz
- Lugano Open 1989: 1./2. Platz mit starken 8 aus 9 Punkten (zusammen mit Kortschnoi, dem Sieger nach Feinwertung; 184 Teilnehmer, u. a. Hübner, Larsen, Lautier, Miles, Hort, Piket, Nunn, Seirawan, Sax, Nikolic, E. Torre)
- Zonenturnier Espoo 1989: 2.–4. Platz (2. Rang nach Stichkampf mit Qualifikation für das Interzonenturnier in Manila 1990)
- Isländische Meisterschaft Gardabaer 1991: 1.–3. Platz
- Aarhus 1993: 1. Platz
- Valby 1994: 1. Platz
- K41 Kopenhagen 1995: 1. Platz
- Olafsson Reykjavík 1995: 2. Platz

### Nationalmannschaft
Margeir Pétursson nahm mit der isländischen Nationalmannschaft an allen elf Schacholympiaden von 1976 bis 1996 teil, ebenso an der Mannschaftsweltmeisterschaft 1993 und an den Mannschaftseuropameisterschaften 1992 und 2015 (in der zweiten Mannschaft).

### Vereine
Margeir Pétursson spielte in den 1980er und 1990er Jahren für die Mannschaft von Taflfélag Reykjavíkur, die zwischen 1977 und 1998 21 isländische Mannschaftsmeisterschaften gewann. Er nahm mit dieser fünfmal am European Club Cup und erreichte als größten Erfolg 1990 den Einzug ins Halbfinale.

### Veröffentlichungen
1996 wurde ein Buch Margeir Péturssons über das Awerbach-System mit dem Titel King's Indian Defence: Averbakh Variation durch den Verlag Cadogan chess books veröffentlicht.

## Geschäftskarriere
Die von Margeir Pétursson gegründete MP Bank ist die einzige Geschäftsbank in Island, die während Islands Finanzkrise 2008–2011 nicht zusammengebrochen ist. 2005 kaufte er eine Bank im ukrainischen Lwiw. Dort hat Margeir seit 2011 seinen festen Wohnsitz.